# Thorkild Jacobsen
Thorkild Peter Rudolph Jacobsen (Copenhagen, 7 de junho de 1904 - Bradford, 2 de maio de 1993) foi um historiador renomado, especializado em literatura assíria e suméria. Ele foi um dos principais estudiosos do antigo Oriente Próximo. 

## Biografia
O professor Peter Rudolph Jacobsen recebeu, em 1927, um mestrado na Universidade de Copenhague e depois veio para os Estados Unidos para estudar no Instituto Oriental da Universidade de Chicago, onde, em 1929, recebeu seu doutorado.
Foi assiriologista de campo da Expedição ao Iraque do Instituto Oriental de 1929 a 1937) e em 1946 tornou-se diretor do Instituto Oriental. Ele atuou como decano da Divisão de Humanidades de 1948 a 1951, como editor do Dicionário Assírio de 1955 a 1959 e como professor de instituições sociais de 1946 a 1962. 
Em 1962, Jacobsen tornou-se professor de Assiriologia na Universidade de Harvard, onde permaneceu até sua aposentadoria em 1974. Além de ser um tradutor especialista, ele era um intérprete brilhante, cujas idéias levaram a uma compreensão e apreciação mais profundas das instituições e referências normativas da cultura suméria e acadiana. 
Jacobsen se aposentou como professor de Assiriologia na Universidade de Harvard em 1974. Nesse mesmo ano ele atuou como professor visitante na UCLA, onde ajudou a desenvolver um forte programa de Assiriologia. O Dr. Jacobsen atuou em 1993 como presidente da American Oriental Society, uma organização de estudiosos. Ele tinha 88 anos quando morreu em Bradford, New Hampshire.

## Trabalhos selecionados
- Lista dos Reis Sumérios (1939)
- O Oval do Templo em Khafajah - capítulo de Thorkild Jacobsen (1940)
- A aventura intelectual do homem antigo: um ensaio de pensamento especulativo no antigo Oriente Próximo (1946; 1977) com Henri & Henriette Frankfort, John Wilson, William Irwin
- Em direção à imagem de Tammuz e outros ensaios sobre história e cultura da Mesopotâmia - editado por William L. Moran (1970)
- Os tesouros das trevas: uma história da religião mesopotâmica (1976)
- As harpas que uma vez. . . Poesia suméria na tradução (1987)

## Lista parcial de escavações
- Eshnunna
- Khafajah
- Tell Agrab
- Tell Ishchali
- Lagash

## Prêmios
- O Dr. Jacobsen recebeu uma bolsa de estudos Guggenheim em Estudos do Oriente Próximo em 1968.[3]